# Appoigny
Appoigny là một xã của Pháp,tọa lạc ở tỉnh Yonne trong vùng Bourgogne. Dân vùng này tiếng Pháp gọi là Époniens.

## Hành chính
| Danh sách các thị trưởng               |           |             |      |         |
| Giai đoạn                              | Giai đoạn | Tên         | Đảng | Tư cách |
| mars 2008                              |           | Alain STAUB |      |         |
| Tất cả các dữ liệu trước đây không rõ. |           |             |      |         |

- Auguste Felix (1900-1901)
- Adolphe GUYOT (1901-1906)
- Alfred LAGNEAU (1906-1909),
- Gabriel MOCQUOT (1909-1925)
- Paul DELACHENAL (1925-1927)
- Léon GUYOT (1927-1945)
- Edmond MARTIAL (1945-1947)
- Léon GUYOT (1947-1953)
- Jules VOITIER (1953-1977),
- Jean MASSE (1977-1989)
- Jacques PACLIN (1989-2008)
- Alain STAUB (2008-)

## Thông tin nhân khẩu
| Năm | 1962 | 1968 | 1975 | 1982 | 1990 | 1999 |
| --- | ---- | ---- | ---- | ---- | ---- | ---- |
| Dân số | 1321 | 1638 | 2029 | 2625 | 2755 | 2991 |
| From the year 1962 on: No double counting—residents of multiple communes (e.g. students and military personnel) are counted only once. |      |      |      |      |      |      |